# Dia Mundial Quântico
O Dia Mundial Quântico é comemorado no dia 14 de abril como uma forma de promover a ciência e tecnologia quânticas para o público em geral. O evento é descentralizado e horizontal, abrangindo pessoas de diversas áreas. No Brasil, a data é comemorada por órgãos como o INCT-IQ, USP, UFSC e outros. Nos Estados Unidos, é comemorada pela NASA, National Science Foundation, Google e outros.

## Origem
A física quântica possui aplicação em diversas áreas, desde o GPS até em diagnósticos médicos, além de ser importante para o desenvolvimento de novas tecnologias. Por isso, Yasser Omar, docente do Departamento de Matemática e coordenador do Grupo de Física da Informação e Tecnologias Quânticas do Instituto de Telecomunicações, criou o feriado  em 2021 para divulgar a área. O lançamento da data foi feito de forma simbólica, com o objetivo de se tornar um evento mundial em 2022. Porém ele foi aderido por mais de 65 países da Ásia, Europa, África, América do Norte e América do Sul.

## Eventos
Logo na estreia, o evento foi transmitido pelo mundo inteiro e se desdobrou em mais de quinze debates e palestras. Sua primeira transmissão contou com a presença de Alain Aspect, docente da Université Paris-Saclay e um dos primeiros cientistas a demonstrar experimentalmente o emaranhamento quântico.
Na primeira edição, contou com presença de Marcelo Terra Cunha, do Instituto de Matemática, Estatística e Computação Científica da Universidade Estadual de Campinas, e Marcelo França Santos, do Instituto de Física da Universidade Federal do Rio de Janeiro (UFRJ).
Na segunda edição, o Grupo de Pesquisa em Computação Quântica da Universidade Federal de Santa Catarina junto com a startup Quantuloop lançaram o simulador de computação quântica QuBOX UFSC, um hardware grátis capaz de replicar propriedades físicas encontradas em computadores quânticos. O Google Quantum AI lançou The Qubit Game, um jogo educativo de browser onde o jogador precisa construir um computador quântico. O Google está trabalhando para levar o jogo para dentro de escolas.